# Acidithiobacillus albertensis
Espèce
Acidithiobacillus albertensis est une espèce de bactéries à Gram négatif de la famille Acidithiobacillaceae incluse dans les Pseudomonadota.

## Taxonomie

### Étymologie
Le genre Acidithiobacillus a été nommé ainsi d'après les caractéristiques qui lui sont propres. L'étymologie de son espèce type Acidithiobacillus albertensis est la suivante : al.ber.ten’sis. N.L. masc./fem. adj. albertensis, d'Alberta,,.

### Historique
Cette espèce a été décrite en 1988 sous le nom de Thiobacillus albertis puis renommée en 2000, Acidithiobacillus albertis lorsque quatre espèces bactériennes faisant partie des Thiobacillus ont été déplacées dans ce nouveau genre  nommé Acidithiobacillus. Cela faisait suite à un réexamen de leurs caractéristiques biochimiques montrant qu'elles se distinguaient nettement d'autres Thiobacillus. Cette espèce dont le nom latin a été mal formé a été renommé ensuite Acidithiobacillus albertensis,. Comme les autres Acidithiobacillus dont l'espèce type Acidithiobacillus thiooxidans, elle a d'abord été classée en 2005 dans la classe des Gammaproteobacteria sur la base des analyses phylogénétiques des séquences d'ARN ribosomal 16S,. De nouvelles analyses phylogénétiques multiprotéines ont été ajoutées et ont permis de créer la classe des Acidithiobacillia en 2013 parmi les Pseudomonadota,. À l'occasion de cette caractérisation, l'ordre des Acidithiobacillales a été déplacé de la classe Gammaproteobacteria vers la nouvelle classe Acidithiobacillia ainsi que les familles, genres et espèces la composant.

### Synonymes
Les noms suivants représentent les basonymes de cette espèce, c'est-à-dire ses anciens noms selon LPSN (20 août 2022) :
- Thiobacillus albertis[4]
- Acidithiobacillus albertis[4]